# Гражданские партнёрства на Кипре
На Кипре гражданские партнёрства узаконены в 2015 году. Соответствующий закон был одобрен парламентом страны 26 ноября 2015 года и опубликован в официальной газете 9 декабря 2015 года. В гражданские партнёрства могут вступать как однополые, так и разнополые пары.

## История
6 мая 2015 года Кабмин одобрил гендерно-нейтральный закон о гражданских партнёрствах с предоставлением множества прав брака. Закон поддержала правящая партия Демократическое объединение. Закон прошел первое чтение 18 июня 2015 года. Второе чтение должно было состояться 9 июля 2015 года, но было отложено до осени. После второго и третьего чтения 26 ноября 2015 года закон был принят 39 голосами «за» и 12 «против». 9 декабря 2015 года закон вступил в силу. Первое гражданское партнёрство было заключено 29 января 2016 года. С января по октябрь 2016 года около 70 однополых пар зарегистрировали свои отношения.